# Crassadoma pusio
Crassadoma pusio är en musselart som först beskrevs av Carl von Linné 1758.  Crassadoma pusio ingår i släktet Crassadoma, och familjen kammusslor. Enligt den svenska rödlistan är arten otillräckligt studerad i Sverige. Arten förekommer i Götaland. Artens livsmiljö är havet.